# El Regionalista Astur
El Regionalista Astur, subtitulado como Diario Autonomista Regional, fue un periódico que se editó en Gijón en 1919, de tendencia derechista, y que estuvo dirigido por Fabriciano González, Fabricio actuando como administrador del mismo Alejandro García.
El primer número se editó el 11 de febrero de 1919 y a partir de ese momento colaboran las nombres más importantes de la literatura en asturiano: Pachín de Melás, Pepín de Pría, Pachu'l Péritu o el propio Fabricio.
En el periódico se alternaban las informaciones y colaboraciones literarias tanto en español como en asturiano.